# David Fury
Pour les articles homonymes, voir Fury.
David Fury, né à New York le 5 mars 1959, est un scénariste, réalisateur et producteur de télévision américain connu avant tout pour son travail scénaristique sur les séries télévisées Buffy contre les vampires, Angel et 24 heures chrono.

## Biographie

### Jeunesse et formation
Il grandit à Old Bethpage, Long Island, New York, et se passionne dès son plus jeune âge pour la comédie et horreur. Ses deux sources d’inspirations préférées sont Dark Shadows et Monty Python's Flying Circus. Sa mère était modèle de couvertures de magazines pulps. Il se rend à Manhattan pour poursuivre une carrière d’acteur et de comédien stand-up après son diplôme de lycée. Il développe ses compétences de scénariste en écrivant les sketches qu'il interprète en tant que comédien dans les cabarets Catch a Rising Star, The Improv et The Comedy Cellar. 
Il cofonde plus tard au Manhattan Punch Line Theater la troupe de théâtre de comédie encensée par la critique Brain Trust qui s’est produite dans The Tonight Show et Comic Strip Live. Les succès de New York conduisent la troupe à jouer à Los Angeles où il écrit une version « côte ouest » de leur show. C’est là que sa carrière prend pour lui une direction inattendue, ses talents en écriture ayant plus de succès que ses talents de comédien.

### De Joss Whedon à J.J Abrams (1995-2005)
Dans les années 1990, Fury écrit des scénarios pour plusieurs sitcoms, dont Dream On, ainsi que pour la série d'animation Minus et Cortex. En 1993, il épouse Elin Hampton, elle aussi scénariste. En 1996, il rencontre Joss Whedon pour travailler sur sa série en développement, intitulée Buffy contre les vampires. Il choisit plutôt, sur les conseils de son agent, de s'engager sur le sitcom Life’s Work, qui est interrompu au bout de 18 épisodes. Fury change alors d'agent et rencontre à nouveau Whedon, écrivant des scénarios pour Buffy contre les vampires en indépendant. Il intègre l'équipe de Mutant Enemy à partir de la saison 4 de Buffy contre les vampires et de la saison 1 d'Angel, travaillant sur ces deux séries comme scénariste et coproducteur. 
En 2004, après l'arrêt de la série Angel, où il officiait à la fin en tant que producteur délégué, il rejoint l'équipe d'une nouvelle série, Lost, toujours comme scénariste et coproducteur. Il travaille sur la saison 1 de cette série, écrivant notamment les premiers épisodes flashbacks sur John Locke, Sayid Jarrah, Michael et Walt, et Hurley.

### De24àTyrant(2005-)
Il rejoint aussitôt l'équipe de 24 heures chrono à partir de sa cinquième saison, toujours avec les mêmes attributions, et en devient producteur délégué pour les deux dernières saisons.
En 2010, après l'arrêt de 24 heures chrono, il est engagé sur la série Terre Nova mais la quitte rapidement en raison de différends d'ordre créatif. Il rejoint alors la série Fringe, qui entre alors dans sa quatrième saison, et ce en tant que scénariste et coproducteur. Il y reste jusqu'à sa conclusion.
En 2013, il fait partie des scénaristes de la première saison de la série Hannibal, dont il signe le troisième épisode, mais il quitte le programme quand 24: Live Another Day, continuation de la série éponyme, est commandée par la chaîne FOX pour l'été 2014. Le scénariste fait en effet partie de ceux rappelés par la producteur Howard Gordon pour en assurer l'écriture.
Ce dernier le recrute aussi sur son prochain projet : la série thriller Tyrant, qui débute le même été sur la chaîne câblée FX. Malgré des critiques mitigées, le programme est renouvelé pour une seconde saison, diffusée en 2015.

## Filmographie

### Scénariste
- 1994 - 1996 : Dream On, 3 épisodes
- 1997 : Minus et Cortex, saison 2 épisode 13
- 1999 : La Famille Delajungle, saison 1 épisode 20
- 1998 - 2003 : Buffy contre les vampires, 17 épisodes : Les Hommes-Poissons, Sans défense, La Boîte de Gavrock, Le Démon d'Halloween, La Fin du monde (en collaboration), Piégée, Phase finale, Jalousies, Incantation, La Déclaration, Chaos (en collaboration), Tous contre Buffy (en collaboration), La Femme invisible, Toute la peine du monde, partie 2, Ça a commencé (en collaboration), Exercice de style et Un lourd passé (en collaboration)
- 1999 - 2004 : Angel, 12 épisodes : Angel fait équipe, Cadeaux d'adieu (en collaboration), Amie ou ennemie, Le Prix à payer, Le casino gagne toujours, L'Éveil (en collaboration), Le Retour de Faith, La Paix universelle, Justes Récompenses (en collaboration), Destin (en collaboration), Le Retour de Cordelia et Jeu de pouvoir
- 2004 et 2005 : Lost : Les Disparus, 4 épisodes (saison 1 épisodes 4, 9, 14 et 18)
- 2005 : The Inside : Dans la tête des tueurs, saison 1 épisode 12
- 2006 - 2010 : 24 heures chrono, 21 épisodes
- 2011 : Terra Nova, saison 1 épisodes 1 et 2
- 2011 - 2012 : Fringe, 7 épisodes
- 2013 : Hannibal, saison 1 épisode 3
- 2014 : 24: Live Another Day, 3 épisodes
- 2015 : Tyrant, saison 2 épisode 6
- 2015 : Homeland, saison 5 épisode 11
- 2017 : 24: Legacy, 2 épisodes

### Réalisateur
- 2002 et 2003 : Buffy contre les vampires (épisodes La Femme invisible et Un lourd passé)
- 2004 : Angel (épisode Le Retour de Cordelia)

### Acteur
- 1993 : Loïs et Clark (saison 1, épisode 1) : un policier
- 2001 : Buffy contre les vampires (épisode Que le spectacle commence) : l'homme à la moutarde
- 2002 : Chance : le livreur de pizzas
- 2004 : Angel (épisode Les Marionnettes maléfiques) : Gregor Framkin
- 2009 : 24 heures chrono (saison 7, épisode 9) : Arthur Carr